# Chrysophryno egensis
Chrysophryno egensis är en tvåvingeart som beskrevs av Townsend 1927. Chrysophryno egensis ingår i släktet Chrysophryno och familjen parasitflugor. Inga underarter finns listade i Catalogue of Life.